# حفل توزيع جوائز الأوسكار الثامن والثمانون
حفل توزيع جوائز الأوسكار الثامن والثمانون (بالإنجليزية: 88th Academy Awards) هوَ الحفل الثامن والثمانون لجوائز الأوسكار، نظمته أكاديمية فنون وعلوم الصور المتحركة لِتَكريم أفضل الأفلام لسنة 2015. وأقيم الحَفل بِتاريخ 28 فبراير/شباط 2016 في مسرح دولبي في هوليوود في لوس أنجلوس وبُثّ على قناة ABC الأمريكية وDubai One وOSN وMBC2 في الشرق الأوسط وشمال أفريقيا، كما قدم الحَفل كريس روك للمرة الثانية بعد الحفل الـ77 عام 2005.
استطاع فيلم سبوت لايت أن يحصد جائزة أفضل فيلم، بينما حصد فيلم ماكس المجنون: طريق الغضب 6 جوائز في هذه الدورة، ويعتبر فيلم العائد هو الفيلم الأكثر ترشيحاً بواقع 12 مرة وفاز بثلاثة جوائز منها.

## الجوائز والترشيحات

### الجوائز

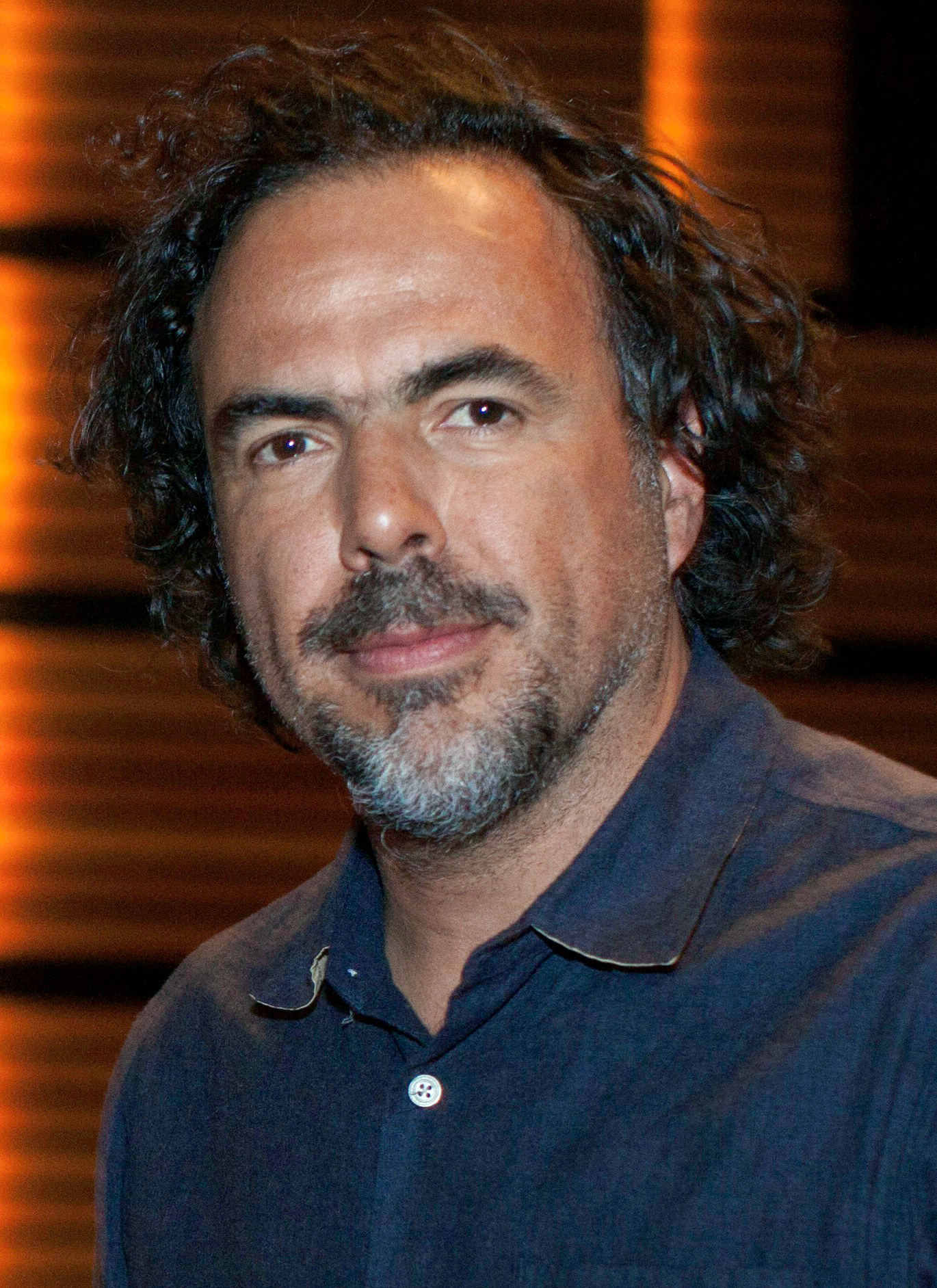
أليخاندرو غونزاليز إيناريتو، الفائز بجائزة أفضل مخرج

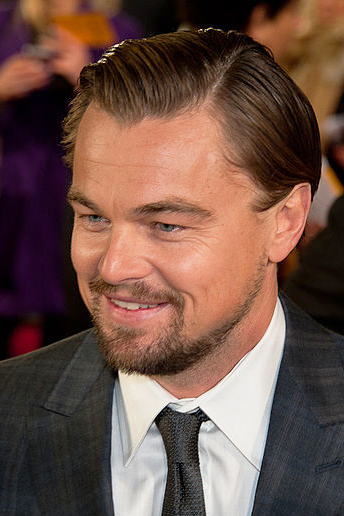
ليوناردو دي كابريو، الفائز بجائزة أفضل ممثل

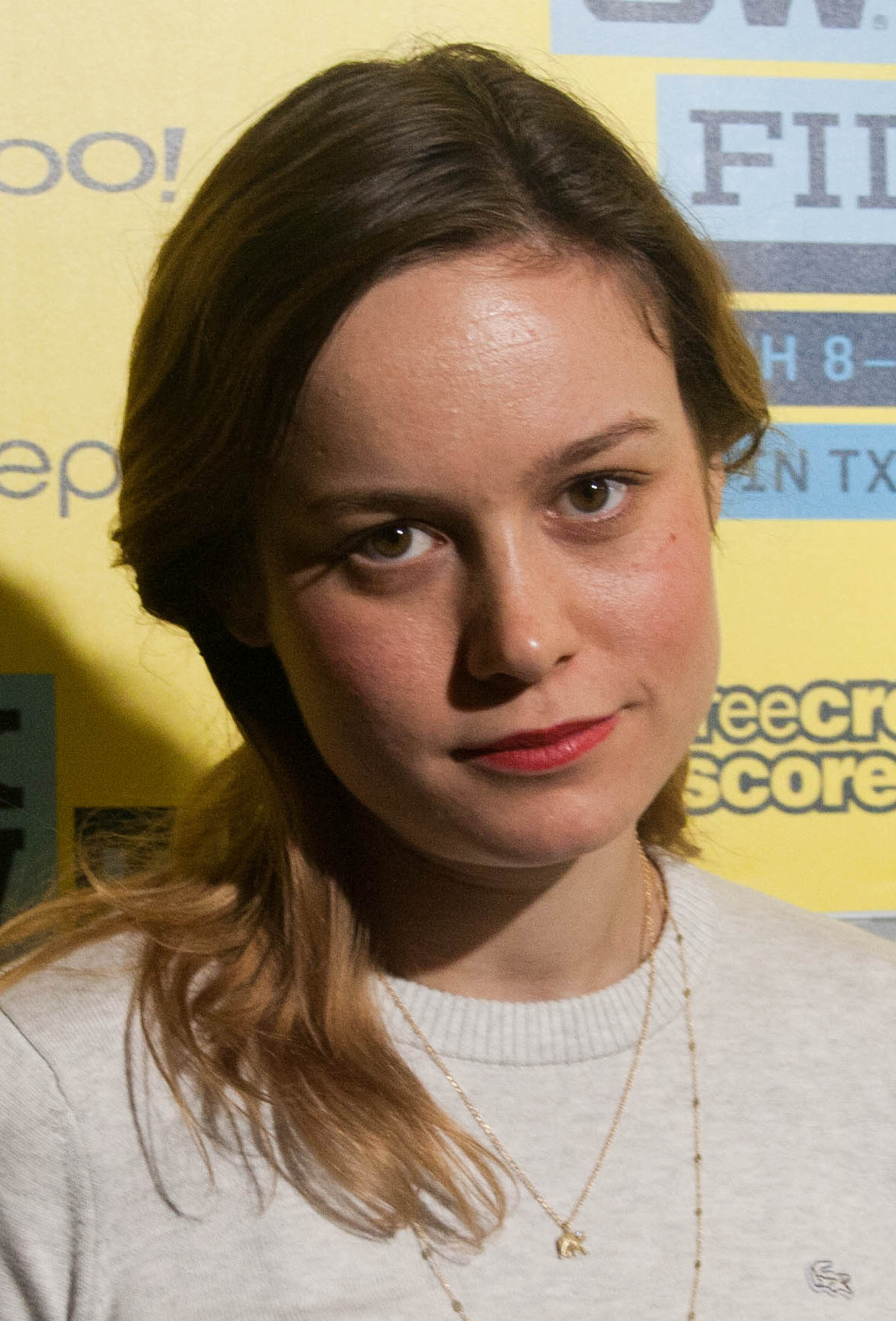
بري لارسون، الفائزة بجائزة أفضل ممثلة

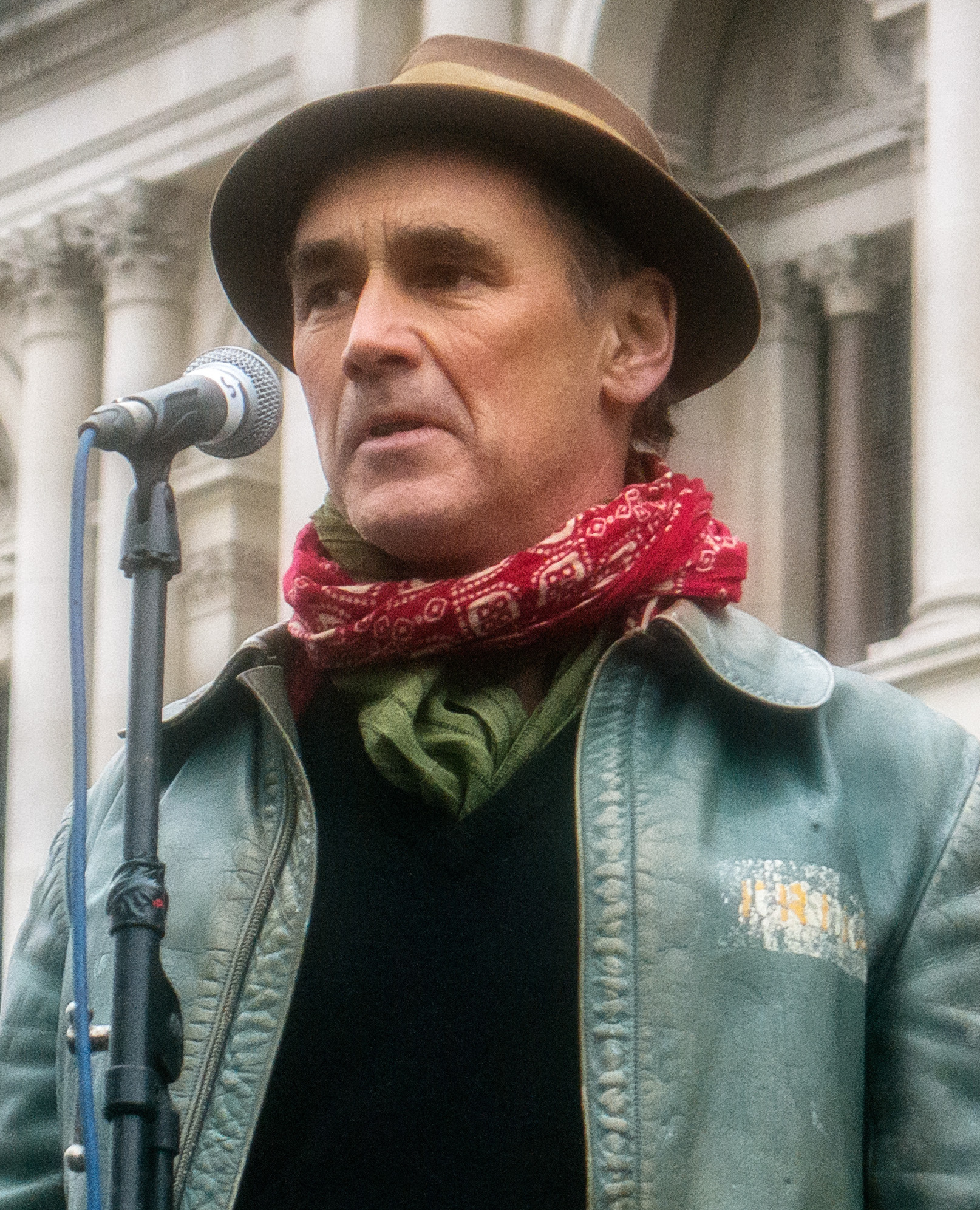
مارك رايلانس، الفائز بجائزة أفضل ممثل مساعد

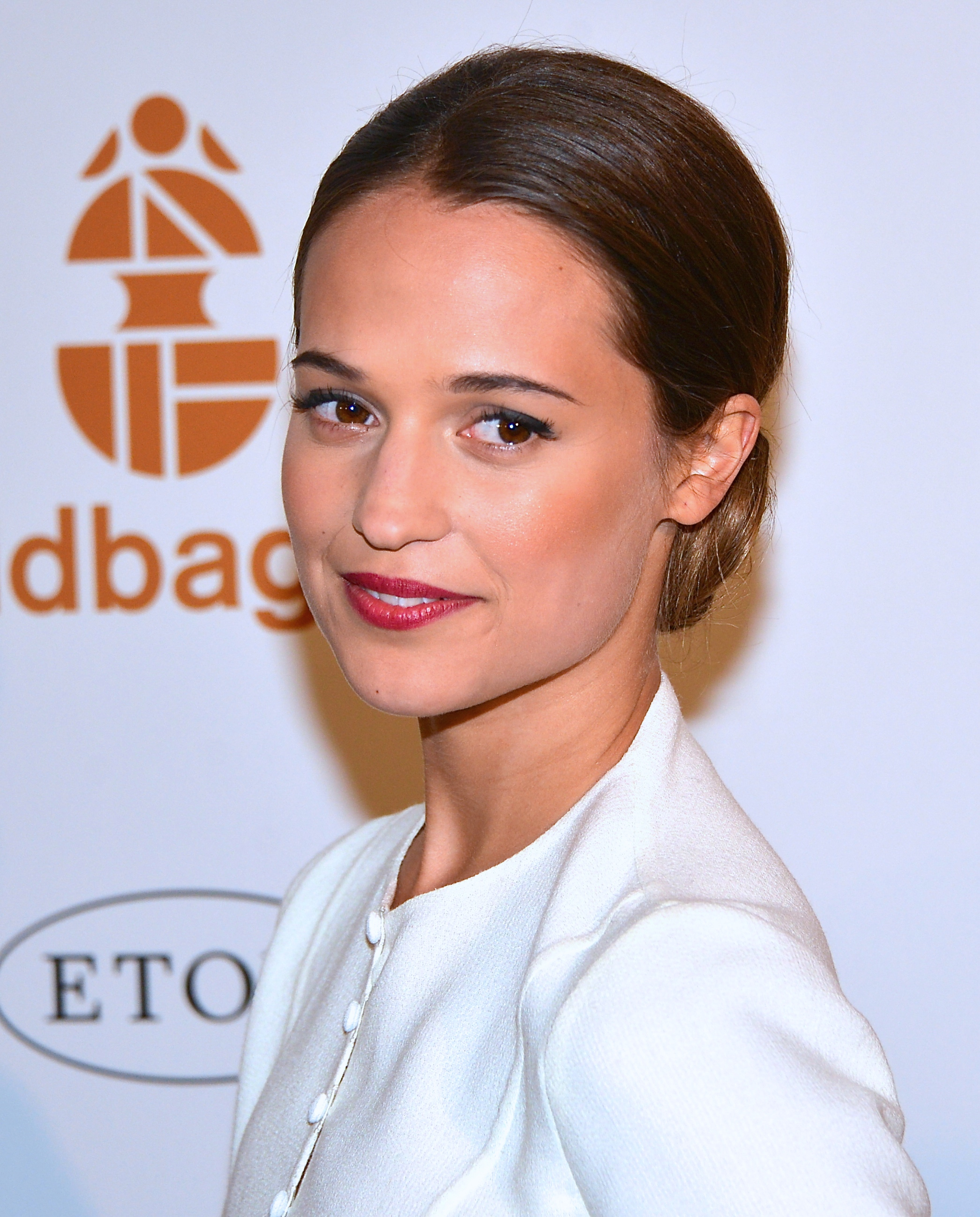
أليسيا فيكاندير، الفائزة بجائزة أفضل ممثلة مساعدة

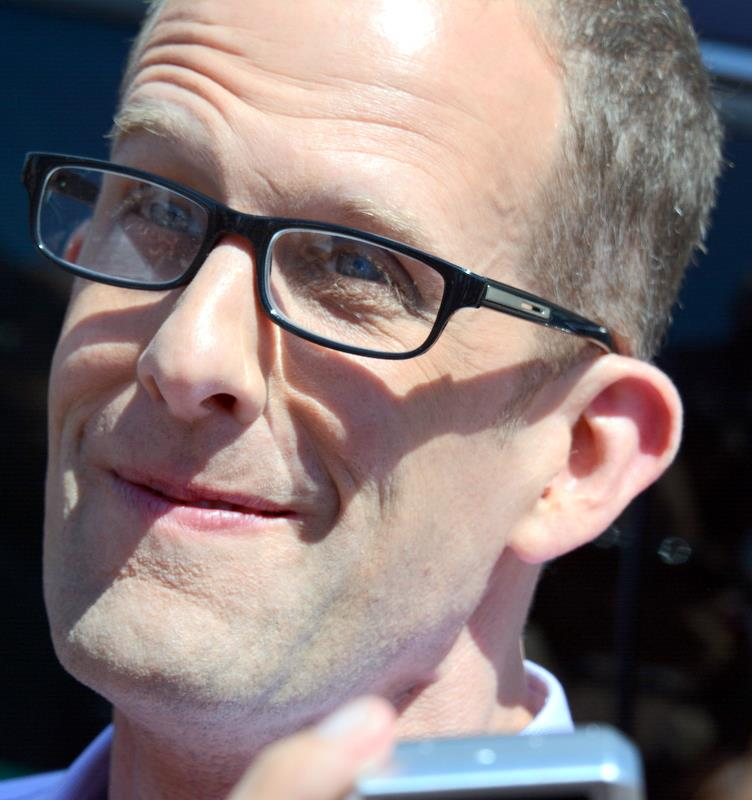
بيت دوكتر، الفائز بالتشارك بجائزة أفضل فيلم رسوم متحركة

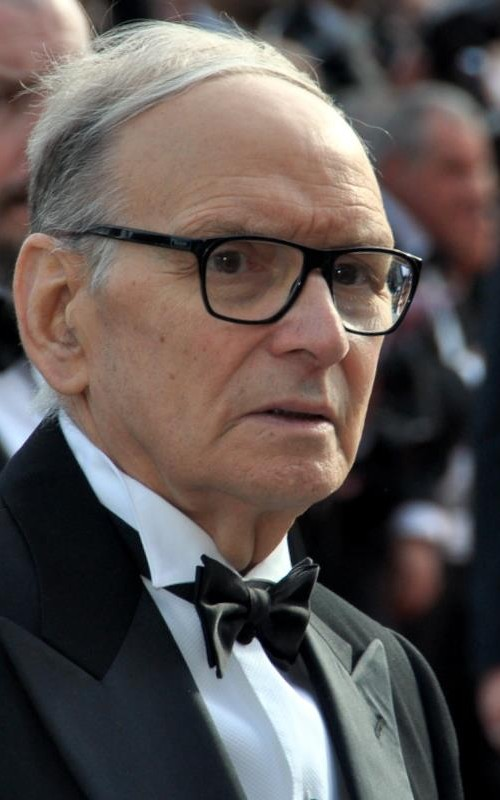
إنيو موريكوني، الفائز بجائزة أفضل موسيقى تصويرية أصلية

الفائزون يظهرون باللون الغامق في الأعلى.
| أفضل فيلم | أفضل مخرج |
| --- | --- |
| - سبوت لايت (بالإنجليزية: Spotlight) - ذا بيج شورت (بالإنجليزية: The Big Short) - جسر الجواسيس (بالإنجليزية: Bridge of Spies) - بروكلين (بالإنجليزية: Brooklyn) - ماكس المجنون: طريق الغضب (بالإنجليزية: Mad Max: Fury Road) - المريخي (بالإنجليزية: The Martian) - العائد (بالإنجليزية: The Revenant) - غرفة (بالإنجليزية: Room)   | - أليخاندرو غونزاليز إيناريتو – العائد The Revenant - ليني أبراهامسون – غرفة Room - توماس مكارثي – سبوت لايت Spotlight - آدم مكاي – ذا بيج شورت The Big Short - جورج ميلر – ماكس المجنون: طريق الغضب Mad Max: Fury Road |
| أفضل ممثل | أفضل ممثلة |
| - ليوناردو دي كابريو – العائد The Revenant بدور هيو غلاس - براين كرانستون – ترامبو Trumbo بدور دالتون ترامبو - مات ديمون – المريخي The Martian بدور مارك واتني - مايكل فاسبندر – ستيف جوبز Steve Jobs بدور ستيف جوبز - إيدي ريدماين – الفتاة الدانماركية The Danish Girl بدور ليلي إلب                                              | - بري لارسون – غرفة Room بدور جوي نيوسم - كيت بلانشيت – كارول Carol بدور كارول آريد - جينيفر لورنس – جوي Joy بدور جوي ماناغو - شارلوت رامبلينج – 45 عاما - 45 Years بدور كيت ميرسر - سيرشا رونان – بروكلين Brooklyn بدور إليس ليسي |
| أفضل ممثل مساعد | أفضل ممثلة مساعدة |
| - مارك رايلانس – جسر الجواسيس Bridge of Spies بدور رودولف آبل - كريستيان بيل –ذا بيج شورت The Big Short بدور مايكل بوري - توم هاردي – العائد The Revenant بدور جون فيتزغريد - مارك رافالو – سبوت لايت Spotlight بدور مايكل ريزاندس - سيلفستر ستالون – كريد Creed بدور روكي بالبوا                                                   | - أليسيا فيكاندير – الفتاة الدانماركية The Danish Girl بدور غيردا ويغنر - جينيفر جيسون لي – الحاقدون الثمانية The Hateful Eight بدور ديزي دومرغو - روني مارا – كارول Carol بدور تيريز بيلفست - رايتشل مكأدامز – سبوت لايت Spotlight بدور ساشا فايفر - كيت وينسليت – ستيف جوبز Steve Jobs بدور جونا هوفمان |
| أفضل سيناريو أصلي | أفضل سيناريو مقتبس |
| - سبوت لايت Spotlight – توماس مكارثي وجوش سينغر - جسر الجواسيس Bridge of Spies – مات تشارمان والأخوان كوين - إكس ماشينا (فيلم) – آليكس غارلاند - قلباً وقالباً Inside Out – بيتي دوكتر، وجوش كولي، وروني ديل كارمن، وميغ ليفوف - الخروج من كومبتون Straight Outta Compton – أندريا بيرفوت، وجوناثان هيرمان، وس. لي سافج، وآلان وينكوس | - ذا بيج شورت The Big Short– آدم مكاي وتشارلز دانولف، مأخوذ عن رواية The Big Short من تأليف مايكل لويس - بروكلين Brooklyn – نايك هورنبي، مأخوذ عن رواية Brooklyn من تأليف كولم تويبين - كارول Carol – فيليس ناجي، مأخوذ عن رواية The Price of Salt من تأليف باتريشا هايسميث - المريخي The Martian – درو غودارد، مأخوذ عن رواية المريخي The Martian من تأليف آندي وير - غرفة Room – إيما دونوغو، مأخوذ عن رواية Room من تأليف إيما دونوغو |
| أفضل فيلم رسوم متحركة | أفضل فيلم بلغة أجنبية |
| - قلباً وقالباً Inside Out - أنوماليسا Anomalisa - Boy & the World - شون ذا شيب Shaun the Sheep Movie - عندما كان هناك مارني When Marnie Was There | - Son of Saul (المجر) المجرية - Embrace of the Serpent (كولومبيا) - الإسبانية - موستانغ Mustang (فرنسا) - لغة تركية - ذيب (الأردن) - لغة عربية - الحرب A War (الدنمارك) الدنماركية |
| أفضل فيلم وثائقي | أفضل فيلم وثائقي قصير |
| - Amy - أرض التحالف - نظرة الصمت ‏ - What Happened, Miss Simone? - Winter on Fire: Ukraine's Fight for Freedom | - فتاة في نهر: ثمن الغفران A Girl in the River: The Price of Forgiveness - فريق الجسم 12 – Body Team 12 - تشاو، ما وراء الخطوط Chau, beyond the Lines - كلود لانزمان: الخيالات من المحرقة Claude Lanzmann: Spectres of the Shoah - آخر يوم آخر من الحرية Last Day of Freedom |
| أفضل فيلم حي قصير | أفضل فيلم رسوم متحركة قصير |
| - Stutterer - Ave Maria - Day One - Everything Will Be Okay - Shok | - Bear Story - Prologue - Sanjay’s Super Team - We Can’t Live without Cosmos - World of Tomorrow |
| أفضل موسيقى تصويرية | أفضل أغنية أصلية |
| - الحاقدون الثمانية The Hateful Eight – إنيو موريكوني - جسر الجواسيس Bridge of Spies – توماس نيومان - Carol - كارتر بورول - سكاريو Sicario – جوهان جوهانسون - حرب النجوم: القوة تنهض Star Wars: The Force Awakens - جون ويليامز | - أغنية "Writing’s On The Wall" من فيلم Spectre - أغنية "Earned It" من فيلم Fifty Shades of Grey - أغنية "Manta Ray" من فيلم Racing Extinction - أغنية "Simple Song #3" من فيلم Youth - أغنية "Til It Happens To You" من فيلم The Hunting Ground |
| أفضل مونتاج صوتي | أفضل خلط أصوات |
| - ماكس المجنون: طريق الغضب – Mark A. Mangini وDavid White - المريخي – Oliver Tarney - العائد – مارتن هرنانديز وLon Bender - سكاريو – ألان روبرت موراي - حرب النجوم: القوة تنهض – ماثيو وود ودافيد أكورد ‏ | - ماكس المجنون: طريق الغضب – كريس جنكينز، Gregg Rudloff وBen Osmo - جسر الجواسيس (فيلم) – Andy Nelson، Gary Rydstrom وDrew Kunin - المريخي – Paul Massey، Mark Taylor وماك روث - العائد – Jon Taylor، Frank A. Montaño، راندي ثوم وChris Duesterdiek - حرب النجوم: القوة تنهض – Andy Nelson، Christopher Scarabosio وستيوارت ويلسون ‏ |
| أفضل تصميم إنتاج | أفضل تصوير سينمائي |
| - ماكس المجنون: طريق الغضب – كولن جيبسون وLisa Thompson - جسر الجواسيس Bridge of Spies – Rena DeAngelo، Bernhard Henrich وAdam Stockhausen - الفتاة الدانماركية (فيلم) – Michael Standish وإيفلين ستيوارت - المريخي – Celia Bobak وآرثر ماكس - العائد – جاك فيسك وHamish Purdy                                                      | - العائد – ايمانويل لوبزكي - كارول – إدوارد لاكمان - الحاقدون الثمانية – روبرت ريتشاردسون (كاتب) - ماكس المجنون: طريق الغضب – John Seale - سكاريو – روجر ديكنز |
| أفضل مكياج وتصفيف شعر | أفضل تصميم أزياء |
| - ماكس المجنون: طريق الغضب - ليزلي فانديروالت، الكا واردجا وداميان مارتن - المئوى الذي قفز من النافذة واختفى- لوف لارسون وإيفا فون بحر - العائد – سيان غريغ، دنكان جرمان وروبرت بانديني | - ماكس المجنون: طريق الغضب- جيني بافان - كارول – ساندي باول - سندريلا – ساندي باول - الفتاة الدانماركية (فيلم) – باكو دلغادو - العائد –جاكلين ويست |
| أفضل مونتاج | أفضل تأثيرات بصرية |
| - ماكس المجنون: طريق الغضب –مارغريت سيكل - ذا بيج شورت The Big Short–هانك كوروين - العائد – ستيفن ميريون آي - سبوت لايت (فيلم) –توم مكاردل - حرب النجوم: القوة تنهض- ماريان براندون وماري جو ماركي | - إكس ماشينا- مارك وليامز Ardington، سارة بينيت، بول نوريس وأندرو واتسهرست - ماكس المجنون: طريق الغضب –أندرو جاكسون، وأوليفر، آندي ويليامز وتوم وود - المريخي- اندرس انغلاندز، كريس لورانس، ريتشارد التمتمة وستيفن وارنر - العائد –ريتشارد ماكبرايد، مات شومواي، جيسون سميث وكاميرون والدباور - حرب النجوم: القوة تنهض كريس كوربولد، روجر جويت، بول كافانا و نيل سكانلان                                                                 |

### أفلام تلقت جوائز وترشيحات متعددة
| الترشيحات | الفيلم                   |
| --------- | ------------------------ |
| 12        | العائد                   |
| 10        | ماكس المجنون: طريق الغضب |
| 7         | المريخي                  |
| 6         | جسر الجواسيس             |
| 6         | كارول                    |
| 6         | سبوت لايت                |
| 5         | ذا بيج شورت              |
| 5         | حرب النجوم: القوة تنهض   |
| 4         | الفتاة الدانماركية       |
| 4         | غرفة                     |
| 3         | بروكلين                  |
| 3         | الحاقدون الثمانية        |
| 3         | سكاريو                   |
| 2         | إكس ماكينا               |
| 2         | قلباً وقالباً              |
| 2         | ستيف جوبز                |

| الجوائز | الفيلم                   |
| ------- | ------------------------ |
| 6       | ماكس المجنون: طريق الغضب |
| 3       | العائد                   |
| 2       | سبوت لايت                |

## وصلات خارجية
- حفل توزيع جوائز الأوسكار الثامن والثمانون على موقع IMDb (الإنجليزية)